# 格利西
格利西（法語：Glisy，法語發音：[ɡlizi]）是法国上法蘭西大區索姆省的一个市镇，属于亚眠区。

## 地理
格利西（49°52'40"N, 2°23'55"E）面积5.55 平方千米，位于法国上法蘭西大區索姆省，该省份为法国北部沿海省份，北起加来海峡省和北部省，西接滨海塞纳省和大西洋英吉利海峡，南至瓦兹省，东临埃纳省。
与格利西接壤的市镇（或旧市镇、城区）包括：布朗日-特龙维尔、博沃、卡蒙、拉莫特布勒比耶尔、隆戈。

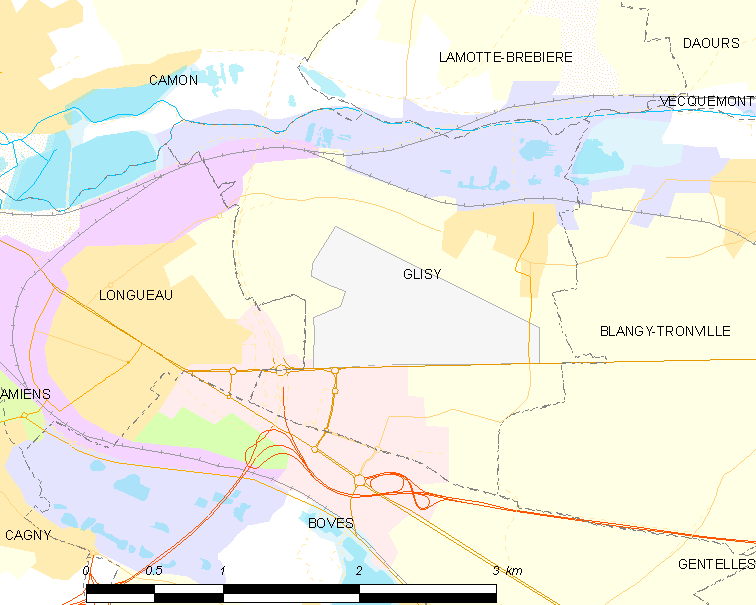
格利西的OSM定位图

格利西的时区为UTC+01:00、UTC+02:00（夏令时）。

## 行政
格利西的邮政编码为80440，INSEE市镇编码为80379。

## 政治
格利西所属的省级选区为亚眠第四县。

## 人口

1962-2008年间格利西人口变化图示

格利西于2022年1月1日时的人口数量为851人。